# 충청남도의 문화재자료 (제101호 ~ 제200호)
충청남도 문화재자료는 문화재자료 중에서 충청남도 내에 있는 문화재자료를 의미한다.

## 지정목록

### 제101호 ~ 제200호
| 번호  | 사진 | 명칭                                                        | 소재지                                                  | 관리자 (단체)        | 지정일                                                                    | 참조 |
| 101호 |      | 영일루 (迎日樓)                                             | 충남 부여군 부여읍 쌍북리 산4                           | 부여군               | 1984년 5월 17일 지정                                                      |      |
| 102호 |      | 칠산서원 (七山書院)                                         | 충남 부여군 임천면 칠산리 286-3                         | 기계유씨진사공파종중 | 1984년 5월 17일 지정                                                      |      |
| 103호 |      | 팔각정 (八角井)                                             | 충남 부여군 부여읍 쌍북리 646-10                        | 부여여중             | 1984년 5월 17일 지정                                                      |      |
| 104호 |      | 동남리석탑 (東南里石塔)                                     | 충남 부여군 부여읍 동남리 37-11                         | 국립부여박물관       | 1984년 5월 17일 지정                                                      |      |
| 105호 |      | 박물관석탑 (博物館石塔)                                     | 충남 부여군 부여읍 동남리 37-11                         | 국립부여박물관       | 1984년 5월 17일 지정                                                      |      |
| 106호 |      | 박물관석조여래입상 (博物館石造如來立像)                     | 충남 부여군 부여읍 동남리 37-12                         | 부여박물관           | 1984년 5월 17일 지정                                                      |      |
| 107호 |      | 창강서원 (滄江書院)                                         | 충남 부여군 부여읍 저석리 산1-1                         | 창원황씨종중         | 1984년 5월 17일 지정                                                      |      |
| 108호 |      | 백화정 (百花亭)                                             | 충남 부여군 부여읍 쌍북리 산4                           | 부여군               | 1984년 5월 17일 지정                                                      |      |
| 109호 |      | 군창지 (軍倉址)                                             | 충남 부여군 부여읍 쌍북리 산4 외 1필지                  | 부여군               | 1984년 5월 17일 지정                                                      |      |
| 110호 |      | 낙화암 (落花岩)                                             | 충남 부여군 부여읍 쌍북리 산4                           | 부여군               | 1984년 5월 17일 지정                                                      |      |
| 111호 |      | 황일호의묘 (黃一晧의墓)                                     | 충남 부여군 부여읍 가증리 산3                           | 황인식               | 1984년 5월 17일 지정                                                      |      |
| 112호 |      | 김거익의묘 (金居翼의墓)                                     | 충남 부여군 부여읍 중정리 산15                          | 김홍락               | 1984년 5월 17일 지정                                                      |      |
| 113호 |      | 망해정 (望海亭)                                             | 충남 부여군 부여읍 동남리 산44                          | 부여군               | 1984년 5월 17일 지정, 1996년 2월 2일 해제, 해제사유 미상                  |      |
| 114호 |      | 의열사 (義烈祠)                                             | 충남 부여군 부여읍 동남리 산3                           | 부여군               | 1984년 5월 17일 지정                                                      |      |
| 115호 |      | 삼충사 (三忠祠)                                             | 충남 부여군 부여읍 쌍북리 산1-1 외 1필지                | 부여군               | 1984년 5월 17일 지정                                                      |      |
| 116호 |      | 도강영당 (道江影堂)                                         | 충남 부여군 부여읍 관북리 28-4                          | 유림                 | 1984년 5월 17일 지정                                                      |      |
| 117호 |      | 선조대왕태실비 (宣祖大王胎室碑)                             | 충남 부여군 충화면 오덕리 산62-1                        | 오덕사               | 1984년 5월 17일 지정                                                      |      |
| 118호 |      | 가교비 (架橋碑)                                             | 충남 부여군 옥산면 상기리 산19                          | 부여군               | 1984년 5월 17일 지정                                                      |      |
| 119호 |      | 조신의묘 (趙愼의墓)                                         | 충남 부여군 장암면 점상리 산168-1                       | 조씨문중             | 1984년 5월 17일 지정                                                      |      |
| 120호 |      | 유경종묘내의유물 (柳慶宗墓內의遺物)                         | 충남 부여군 부여읍 동남리 산16-1                        | 부여박물관           | 1984년 5월 17일 지정                                                      |      |
| 121호 |      | 동사리석탑 (東寺里石塔)                                     | 충남 부여군 부여읍 쌍북리 37-13                         | 국립부여박물관       | 1984년 5월 17일 지정                                                      |      |
| 122호 |      | 부여동매 (扶餘冬梅)                                         | 충남 부여군 규암면 진변리                               | 서정식               | 1984년 5월 17일 지정                                                      |      |
| 123호 |      | 서천향교대성전 (舒川鄕校大成殿)                             | 충남 서천군 서천읍 군사리 315                           | 향교재단             | 1984년 5월 17일 지정, 1997년 12월 23일 해제, 충남 기념물 제130호로 재지정 |      |
| 124호 |      | 한산향교대성전 (韓山鄕校大成殿)                             | 충남 서천군 한산면 지현리 389                           | 향교재단             | 1984년 5월 17일 지정, 1997년 12월 23일 해제, 충남 기념물 제124호로 재지정 |      |
| 125호 |      | 문헌서원 (文獻書院)                                         | 충남 서천군 기산면 영모리 10                            | 한산이씨종중         | 1984년 5월 17일 지정                                                      |      |
| 126호 |      | 비인향교대성전 (庇仁鄕校大成殿)                             | 충남 서천군 비인면 성내리 69                            | 향교재단             | 1984년 5월 17일 지정, 1997년 12월 23일 해제, 충남 기념물 제129호로 재지정 |      |
| 127호 |      | 이색신도비 (李穡神道碑)                                     | 충남 서천군 기산면 영모리 10                            | 한산이씨종중         | 1984년 5월 17일 지정                                                      |      |
| 128호 |      | 지현리삼층석탑 (芝峴里三層石塔)                             | 충남 서천군 한산면 지현리 산2-1                         | 서천군               | 1984년 5월 17일 지정                                                      |      |
| 129호 |      | 수암리삼층석탑 (水岩里三層石塔)                             | 충남 서천군 문산면 수암리 231                           | 서천군               | 1984년 5월 17일 지정                                                      |      |
| 130호 |      | 봉남리삼층석탑 (峰南里三層石塔)                             | 충남 서천군 마서면 봉남리 58-1                          | 서천군               | 1984년 5월 17일 지정                                                      |      |
| 131호 |      | 지석리삼층석탑 (支石里三層石塔)                             | 충남 서천군 종천면 지석리 27-2                          | 서천군               | 1984년 5월 17일 지정                                                      |      |
| 132호 |      | 서천읍성 (舒川邑城)                                         | 충남 서천군 서천읍 군사리 산3-1                         | 서천군               | 1984년 5월 17일 지정                                                      |      |
| 133호 |      | 비인읍성 (庇仁邑城)                                         | 충남 서천군 비인면 성내리 331                           | 서천군               | 1984년 5월 17일 지정                                                      |      |
| 134호 |      | 한산읍성 (韓山邑城)                                         | 충남 서천군 한산면 지현리 10                            | 서천군               | 1984년 5월 17일 지정                                                      |      |
| 135호 |      | 보령향교대성전 (保寧鄕校大成殿)                             | 충남 보령시 주포면 보령리 47-1                          | 향교재단             | 1984년 5월 17일 지정, 1997년 12월 23일 해제, 충남 기념물 제112호로 재지정 |      |
| 136호 |      | 남포향교대성전 (藍浦鄕校大成殿)                             | 충남 보령시 남포면 옥동리 산29-1                        | 향교재단             | 1984년 5월 17일 지정, 1997년 12월 23일 해제, 충남 기념물 제111호로 재지정 |      |
| 137호 |      | 오천향교대성전 (鰲川鄕校大成殿)                             | 충남 보령시 오천면 교성리 523-2                         | 오천향교             | 1984년 5월 17일 지정                                                      |      |
| 138호 |      | 화암서원 (化巖書院)                                         | 충남 보령시 청라면 장산리 산 27-1                       | 유림                 | 1984년 5월 17일 지정                                                      |      |
| 139호 |      | 보령리오층석탑 (保寧里五層石塔)                             | 충남 보령시 주포면 보령리 266-1                         | 보령중학교           | 1984년 5월 17일 지정                                                      |      |
| 140호 |      | 성주사지석계단 (聖住寺址石階段)                             | 충남 보령시 성주면 성주리 72                            | 보령시               | 1984년 5월 17일 지정                                                      |      |
| 141호 |      | 용암영당 (龍岩影堂)                                         | 충남 보령시 미산면 용수리 627-3외2                      | 경주이씨종중         | 1984년 5월 17일 지정                                                      |      |
| 142호 |      | 수현사 (水鉉祠)                                             | 충남 보령시 미산면 용수리 산27-1                        | 염씨종중             | 1984년 5월 17일 지정                                                      |      |
| 143호 |      | 광성부원군사우 (光城府院君祠宇)                             | 충남 보령시 청소면 재정리 산71-11                       | 광산김씨             | 1984년 5월 17일 지정                                                      |      |
| 144호 |      | 김좌진장군묘 (金좌진將軍墓)                                 | 충남 보령시 청소면 재정리 산29                          | 보령군               | 1984년 5월 17일 지정, 1989년 12월 29일 해제, 충남 기념물 제73호로 재지정  |      |
| 145호 |      | 최고운유적 (崔孤雲遺蹟)                                     | 충남 보령시 남포면 월전리 813-8                         | 보령시               | 1984년 5월 17일 지정                                                      |      |
| 146호 |      | 보령성곽 (保寧城郭)                                         | 충남 보령시 주포면 보령리 266-1                         | 보령시               | 1984년 5월 17일 지정                                                      |      |
| 147호 |      | 계봉사오층석탑 (鷄鳳寺五層石塔)                             | 충남 청양군 목면 본의길 394-10(본의리 675)              | 계봉사               | 1984년 5월 17일 지정                                                      |      |
| 148호 |      | 청양삼층석탑 (靑陽三層石塔)                                 | 충남 청양군 청양읍 칠갑산로9길 58 (읍내리 15-37)        | 청양군               | 1984년 5월 17일 지정                                                      |      |
| 149호 |      | 청양향교대성전 (靑陽鄕校大成殿)                             | 충남 청양군 청양읍 교월리 34-1                          | 향교재단             | 1984년 5월 17일 지정, 1997년 12월 23일 해제, 충남 기념물 제133호로 재지정 |      |
| 150호 |      | 정산향교대성전 (定山鄕校大成殿)                             | 충남 청양군 정산면 서정리 516-2                         | 향교재단             | 1984년 5월 17일 지정                                                      |      |
| 151호 |      | 정혜사 (定慧寺)                                             | 충남 청양군 적곡면 화산리 486                           | 정혜사               | 1984년 5월 17일 지정                                                      |      |
| 152호 |      | 모덕사 (慕德祠)                                             | 충남 청양군 목면 송암리 171-1                           | 청양군               | 1984년 5월 17일 지정                                                      |      |
| 153호 |      | 유의각 (遺衣閣)                                             | 충남 청양군 운곡면 위라리 629-1                         | 죽산박씨종중         | 1984년 5월 17일 지정                                                      |      |
| 154호 |      | 표절사 (表節祠)                                             | 충남 청양군 운곡면 모곡리 365                           | 남원양씨종중         | 1984년 5월 17일 지정                                                      |      |
| 155호 |      | 우산성 (우산성)                                             | 충남 청양군 청양읍 읍내리 산4-3                         | 청양군               | 1984년 5월 17일 지정, 1989년 12월 29일 해제, 충남 기념물 제81호로 재지정  |      |
| 156호 |      | 두릉산성(두릉이성) (豆陵山城(豆陵伊城))                     | 충남 청양군 정산면 백곡리 산18                          | 청양군               | 1984년 5월 17일 지정                                                      |      |
| 157호 |      | 홍주향교대성전 (洪州鄕校大成殿)                             | 충남 홍성군 홍성읍 대교리 239                           | 향교재단             | 1984년 5월 17일 지정, 1997년 12월 23일 해제, 충남 기념물 제135호로 재지정 |      |
| 158호 |      | 결성향교대성전 (結城鄕校大成殿)                             | 충남 홍성군 결성면 읍내리 58                            | 향교재단             | 1984년 5월 17일 지정, 1997년 12월 23일 해제, 충남 기념물 제134호로 재지정 |      |
| 159호 |      | 광경사지삼층석탑 (廣景寺址三層石塔)                         | 충남 홍성군 도청대로29-21 홍성여자중학교 내(소향리30-1) | 홍성군               | 1984년 5월 17일 지정                                                      |      |
| 160호 |      | 대교리석불입상 (大橋里石佛立像)                             | 충남 홍성군 홍성읍 대교리 408                           | 홍성군               | 1984년 5월 17일 지정                                                      |      |
| 161호 |      | 광경사지석불좌상 (廣景寺址石佛座像)                         | 충남 홍성군 홍성읍 내법리 178-5                         | 홍성군               | 1984년 5월 17일 지정                                                      |      |
| 162호 |      | 용봉사지석조(마애,석구,석조) (龍鳳寺址石造(碼애,石臼,石槽)) | 충남 홍성군 홍북읍 신경리 산80                          | 용봉사               | 1984년 5월 17일 지정                                                      |      |
| 163호 |      | 대원군척화비 (大院君斥和碑)                                 | 충남 홍성군 구항면 오봉리 산5                           | 홍성군               | 1984년 5월 17일 지정                                                      |      |
| 164호 |      | 성삼문선생유허비 (成三問先生遺墟碑)                         | 충남 홍성군 홍북읍 노은리 104                           | 홍성군               | 1984년 5월 17일 지정                                                      |      |
| 165호 |      | 홍가신청난비 (洪可臣淸亂碑)                                 | 충남 홍성군 홍성읍 대교리 55-1                          | 홍성군               | 1984년 5월 17일 지정                                                      |      |
| 166호 |      | 홍주성수성비 (洪州城修城碑)                                 | 충남 홍성군 홍성읍 옥암리                               | 홍성군               | 1984년 5월 17일 지정                                                      |      |
| 167호 |      | 김좌진장군비 (金佐鎭將軍碑)                                 | 충남 홍성군 홍성읍 오관리                               | 홍성군               | 1984년 5월 17일 지정                                                      |      |
| 168호 |      | 용봉사부도 (龍鳳寺浮屠)                                     | 충남 홍성군 홍북읍 신경리 산80                          | 용봉사               | 1984년 5월 17일 지정                                                      |      |
| 169호 |      | 김복한묘 (金福漢墓)                                         | 충남 홍성군 서부면 이호리 산70-4                        | 홍성군               | 1984년 5월 17일 지정                                                      |      |
| 170호 |      | 예산향교대성전 (禮山鄕校大成殿)                             | 충남 예산군 예산읍 향천리 132-1                         | 향교재단             | 1984년 5월 17일 지정, 1997년 12월 23일 해제, 충남 기념물 제138호로 재지정 |      |
| 171호 |      | 덕산향교대성전 (德山鄕校大成殿)                             | 충남 예산군 덕산면 사동리 21                            | 향교재단             | 1984년 5월 17일 지정, 1997년 12월 23일 해제, 충남 기념물 제137호로 재지정 |      |
| 172호 |      | 대흥향교대성전 (大興鄕校大成殿)                             | 충남 예산군 대흥면 교촌리 423                           | 향교재단             | 1984년 5월 17일 지정, 1997년 12월 23일 해제, 충남 기념물 제136호로 재지정 |      |
| 173호 |      | 향천사천불전 (香泉寺千佛殿)                                 | 충남 예산군 예산읍 향천사로 117-20(향천리 60)           | 대한불교조계종향천사 | 1984년 5월 17일 지정                                                      |      |
| 174호 |      | 향천사구층석탑 (香泉寺九層石塔)                             | 충남 예산군 예산읍 향천리 57                            | 향천사               | 1984년 5월 17일 지정                                                      |      |
| 175호 |      | 예산읍삼층석탑 (禮山邑三層石塔)                             | 충남 예산군 덕산면 상가리 227                           | 보덕사               | 1984년 5월 17일 지정                                                      |      |
| 176호 |      | 장복리삼층석탑 (長福里三層石塔)                             | 충남 예산군 대술면 장복리 24                            | 예산군               | 1984년 5월 17일 지정                                                      |      |
| 177호 |      | 대연사원통보전 (大蓮寺圓通寶殿)                             | 충남 예산군 광시면 동산리 11                            | 대련사               | 1984년 5월 17일 지정                                                      |      |
| 178호 |      | 대연사삼층석탑 (大蓮寺三層石塔)                             | 충남 예산군 광시면 동산리 11                            | 대련사               | 1984년 5월 17일 지정                                                      |      |
| 179호 |      | 향천사부도 (香泉寺浮屠)                                     | 충남 예산군 예산읍 향천리 57                            | 향천사               | 1984년 5월 17일 지정                                                      |      |
| 180호 |      | 간량리당간지주 (間良里幢竿支柱)                             | 충남 예산군 예산읍 간양리 18                            | 예산군               | 1984년 5월 17일 지정                                                      |      |
| 181호 |      | 수덕사칠층석탑 (修德寺七層石塔)                             | 충남 예산군 덕산면 사천리 20                            | 수덕사               | 1984년 5월 17일 지정                                                      |      |
| 182호 |      | 상가리미륵불 (上加里彌勒佛)                                 | 충남 예산군 덕산면 상가리 25                            | 예산군               | 1984년 5월 17일 지정                                                      |      |
| 183호 |      | 보덕사석등 (報德寺石燈)                                     | 충남 예산군 덕산면 상가리 227                           | 보덕사               | 1984년 5월 17일 지정                                                      |      |
| 184호 |      | 석곡리석탑 (石谷里石塔)                                     | 충남 예산군 고덕면 내석곡길 40(석곡리 380-28)           | 예산군               | 1984년 5월 17일 지정                                                      |      |
| 185호 |      | 석곡리미륵불 (石谷里彌勒佛)                                 | 충남 예산군 고덕면 내석곡길 40                          | 예산군               | 1984년 5월 17일 지정                                                      |      |
| 186호 |      | 이의배신도비 (李義培神道碑)                                 | 충남 예산군 봉산면 봉림리 산5-1                         | 예산군               | 1984년 5월 17일 지정                                                      |      |
| 187호 |      | 남연군묘 (남연군墓)                                         | 충남 예산군 덕산면 상가리 5-29                          | 전주이씨종중         | 1984년 5월 17일 지정, 1989년 12월 29일 해제, 충남 기념물 제80호로 재지정  |      |
| 188호 |      | 김정희묘 (金正喜墓)                                         | 충남 예산군 신암면 용궁리                               | 예산군               | 1984년 5월 17일 지정                                                      |      |
| 189호 |      | 월성위김한신묘 (月城尉金한신墓)                             | 충남 예산군 신암면 용궁리                               | 예산군               | 1984년 5월 17일 지정                                                      |      |
| 190호 |      | 덕산온천지구유 (德山溫泉地球乳)                             | 충남 예산군 덕산면 사동리 15                            | 이한경               | 1984년 5월 17일 지정                                                      |      |
| 191호 |      | 남연군비 (南延君碑)                                         | 충남 예산군 덕산면 상가리 107-1                         | 전주이씨문중         | 1984년 5월 17일 지정                                                      |      |
| 192호 |      | 수덕사유물(거문고) (修德寺遺物(거문고))                     | 충남 예산군 덕산면 사천리 20                            | 수덕사               | 1984년 5월 17일 지정                                                      |      |
| 193호 |      | 일락사대웅전 (日樂寺大雄殿)                                 | 충남 서산시 해미면 황락리                               | 일락사               | 1984년 5월 17일 지정                                                      |      |
| 194호 |      | 개심사명부전 (開心寺冥府殿)                                 | 충남 서산시 운산면 신창리 1                             | 개심사               | 1984년 5월 17일 지정                                                      |      |
| 195호 |      | 부석사 (浮石寺)                                             | 충남 서산시 부석면 취평리 131                           | 부석사               | 1984년 5월 17일 지정                                                      |      |
| 196호 |      | 서산향교대성전 (瑞山鄕校大成殿)                             | 충남 서산시 동문동 655                                  | 향교재단             | 1984년 5월 17일 지정, 1997년 12월 23일 해제, 충남 기념물 제116호로 재지정 |      |
| 197호 |      | 해미향교대성전 (海美鄕校大成殿)                             | 충남 서산시 해미면 오학리 22                            | 향교재단             | 1984년 5월 17일 지정, 1997년 12월 23일 해제, 충남 기념물 제117호로 재지정 |      |
| 198호 |      | 태안향교대성전 (泰安鄕校大成殿)                             | 충남 태안군 태안읍 동문리 323-1                         | 향교재단             | 1984년 5월 17일 지정, 1997년 12월 23일 해제, 충남 기념물 제139호로 재지정 |      |
| 199호 |      | 부성사 (富城祠)                                             | 충남 서산시 지곡면 산성리 645-2                         | 경주최씨종중         | 1984년 5월 17일 지정                                                      |      |
| 200호 |      | 일락사삼층석탑 (日樂寺三層石塔)                             | 충남 서산시 해미면 황락리 3                             | 일락사               | 1984년 5월 17일 지정                                                      |      |